# Antena 3 Noticias
Antena 3 Noticias es el programa informativo de Antena 3 que lleva en emisión desde que la cadena comenzó sus emisiones regulares en 1990.

## Historia

### 1990 - 1992: Inicios

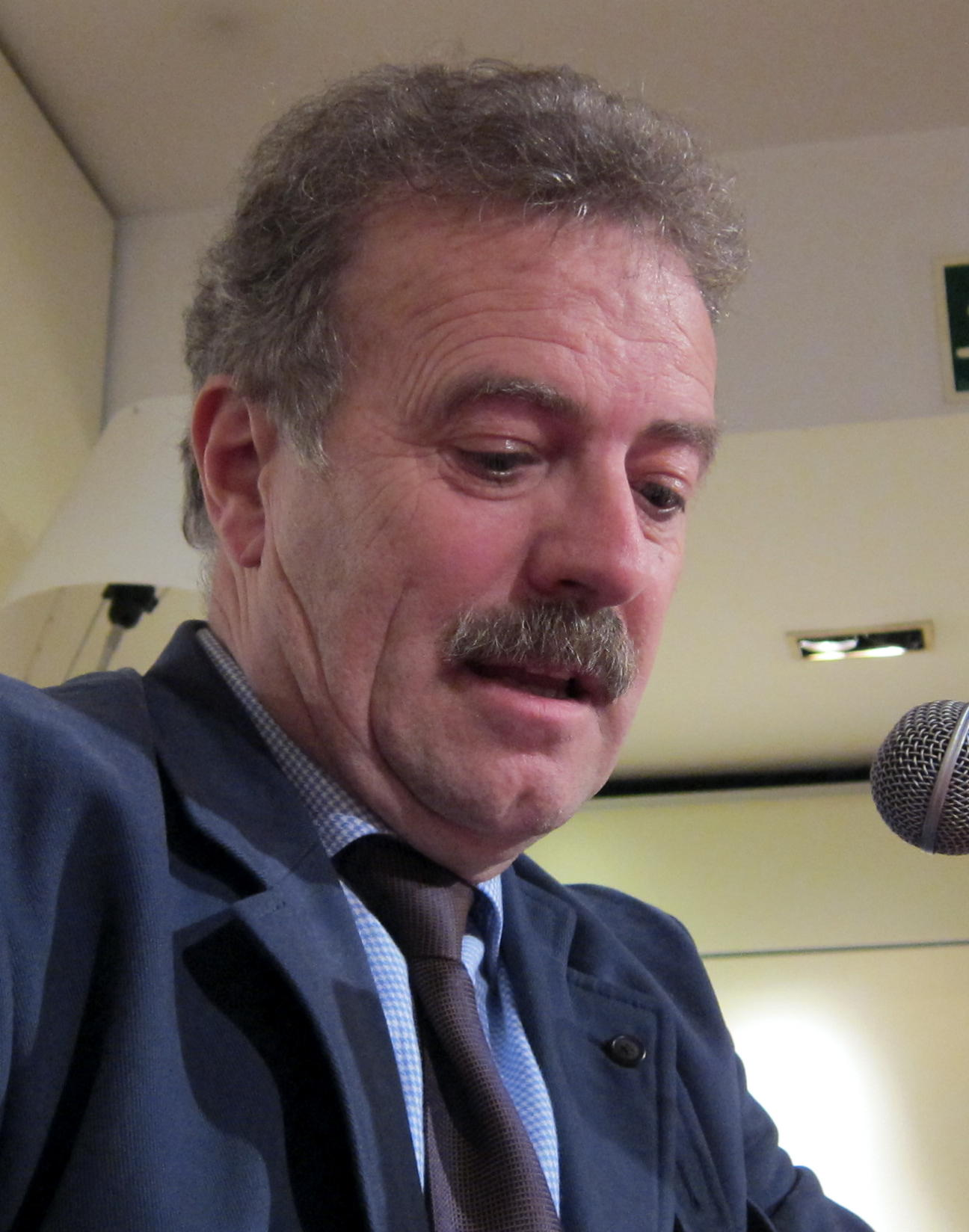
Manuel Campo Vidal, presentador de Antena 3 Noticias entre 1992 y 1993.

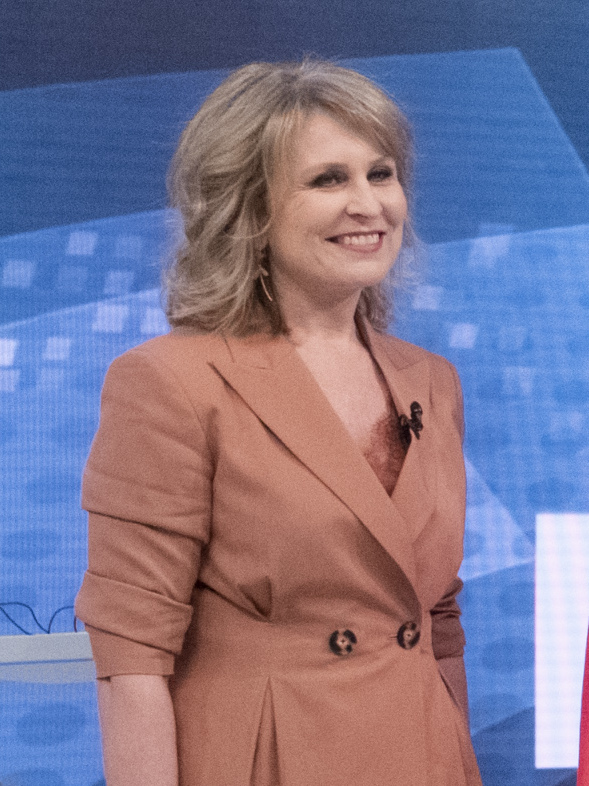
María Rey, presentadora de Antena 3 Noticias entre 1993 y 1996 y corresponsal parlamentaria entre 1996 y 2016.

Al revés que con Telecinco y Canal+ —los otros dos canales privados de televisión que obtuvieron licencia para emitir desde 1990—, Antena 3 desde un primer momento otorgó un papel fundamental a los servicios informativos dentro del conjunto de su programación. De hecho, la cadena inició sus emisiones el 25 de enero de 1990, precisamente con un informativo conducido por el periodista José María Carrascal, bajo la dirección de Informativos de la cadena, encabezada por Jorge del Corral. 
Durante ese primer mes se emitían varios boletines informativos diarios, más un noticiero a las 14:00 presentado por Félix Bayón y Esmeralda Velasco.
Un mes después se produjo el primer reajuste en los informativos. Luis Herrero (procedente de Antena 3 Radio) y Miryam Romero, acompañados del comentario político de Federico Jiménez Losantos, se incorporan al noticiario de mediodía; Velasco pasa a las 20:00; Carrascal en la medianoche y Vicente Mateos los fines de semana. Ese sería el equipo que se mantendría con algún cambio hasta 1992. La única salida fue la de Esmeralda Velasco en mayo de 1991, siendo sustituida por Fernando González Urbaneja.
Pese a que la información fue la gran apuesta de la nueva cadena, los índices de audiencia sin embargo, no fueron buenos. En diciembre de 1991, por ejemplo, el tándem Herrero-Romero reunía una media de 900.000 espectadores (9% de cuota de pantalla), frente a los cinco millones del Telediario 1 de Pedro Piqueras y Elena Sánchez.
Desde febrero de 1992, Herrero y Urbaneja intercambiaron sus horarios, sin conseguir remontar la audiencia de forma significativa.

### 1992 - 1998: Grupo Zeta
A partir de junio de 1992, con la entrada en el accionariado de Antena 3 de Antonio Asensio y el Grupo Zeta, se produjo una revolución en la imagen (incluido el logotipo) y en los contenidos de la cadena, y muy especialmente en los informativos. Manuel Campo Vidal, procedente de TVE, fue nombrado director de la cadena, y una de las primeras medidas que se propusieron fue la renovación de los informativos. De los periodistas de la anterior etapa solo se mantuvo José María Carrascal.
Al inicio de la temporada 1992-1993, el propio Campo Vidal se puso al frente de Antena 3 Noticias 2. Para el informativo de mediodía se produjo el fichaje estrella de una periodista hasta el momento especializada en deporte: Olga Viza. Sería la primera de los periodistas procedentes de Televisión Española que aterrizarían en Antena 3 en los meses siguientes. La seguirían Rosa María Mateo y Pedro Piqueras.
Junto a la política de fichajes de grandes profesionales con reconocido prestigio procedentes de la cadena pública, durante esa etapa se promovió también la aparición en pantalla de nuevos rostros del periodismo informativo, como Roberto Arce, José Antonio Gavira (procedente de Canal Sur Televisión), Carlos García-Hirschfeld, María Rey o Marta Robles.
Es en este momento en las elecciones generales de 1993, cuando se produce un hecho histórico en nuestra televisión: el primer debate político entre los dos principales candidatos a ocupar la presidencia del Gobierno: José María Aznar y el presidente Felipe González. El debate fue moderado por el director de Antena 3, Manuel Campo Vidal y contó con la crónica inicial de Olga Viza. El debate fue seguido por una media de 9.625.000 espectadores con una cuota de pantalla del 61,8%. Además, más de 15,5 millones de españoles sintonizaron al menos un minuto con la emisión. A excepción de encuentros futbolísticos y de la última emisión de Farmacia de guardia, el debate es una de las emisiones más vistas de la historia de la cadena.
Durante ese tiempo se produce una consolidación de los informativos de la cadena, con una clara remontada en los índices de audiencia. Así, entre marzo y octubre de 1992, el informativo de Olga Viza incrementó el número de espectadores en más de un millón. De ese modo, la temporada 1993-1994 comienza con Olga Viza y José Antonio Gavira en el informativo de mediodía; Pedro Piqueras y María Rey en el nocturno, Carrascal en la madrugada y Rosa María Mateo los fines de semana. En 1995, Carlos García-Hirschfeld inaugura el informativo matinal.
Este esquema se mantendrá hasta la temporada 1996-1997 con la llegada de José Manuel Lorenzo a la dirección de la cadena y la de Pepe Oneto a la dirección de Informativos, que propiciaron un pequeño reajuste. Olga Viza pasa a presentar en solitario Antena 3 Noticias 1, su hasta ahora compañero José Antonio Gavira pasa a presentar el espacio Se busca; Pedro Piqueras que pasa a Espejo público es sustituido al principio de temporada por Marta Robles, que a su vez fue reemplazada tan solo cuatro meses después por Fernando Ónega. Marta Robles vuelve a A toda página aprovechando la decisión de Sonsoles Suárez de dejar por una larga temporada la televisión. Rosa María Mateo continua al frente de las ediciones de fin de semana. A mitad de temporada Carlos García-Hirschfeld deja la edición matinal en manos de Alejandro Dueñas para presentar Impacto total.

### 1998 - 2003: Telefónica

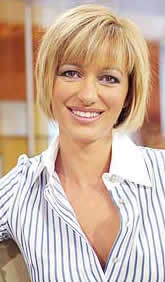
Susanna Griso, presentadora de Antena 3 Noticias entre 1998 y 2006. Actualmente presenta Espejo público.

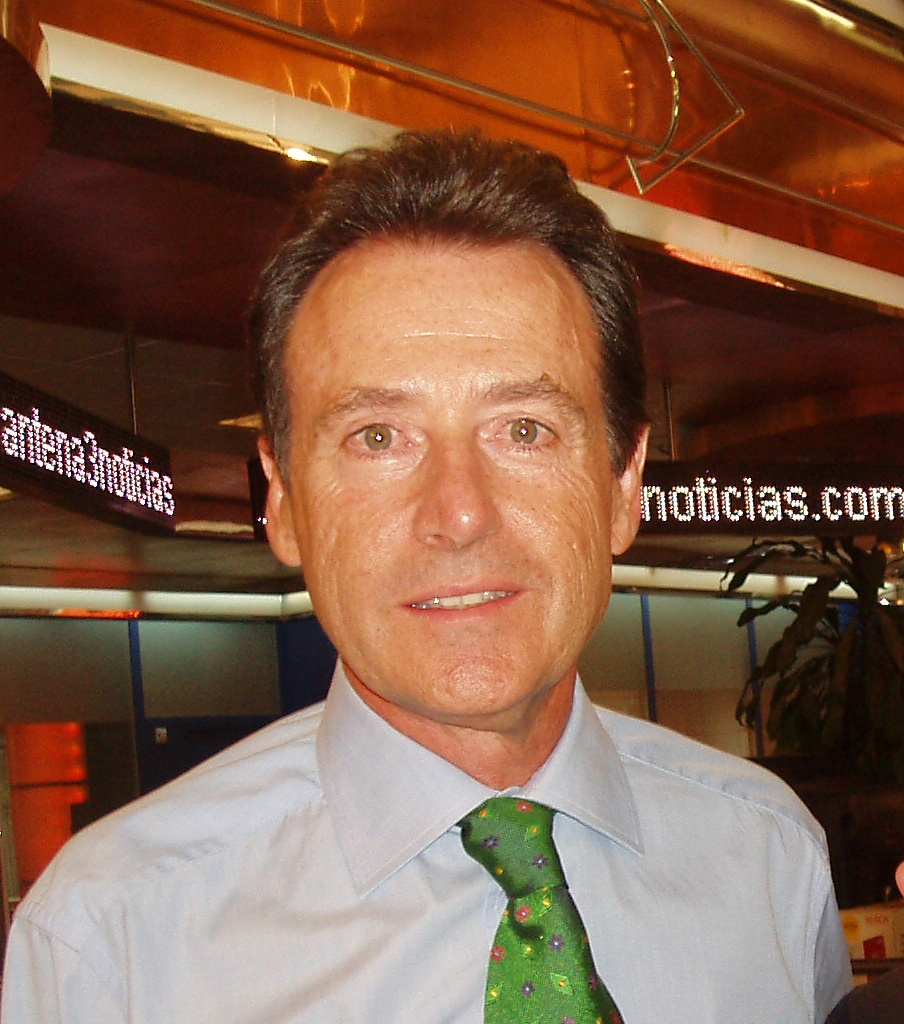
Matías Prats, presentador de Antena 3 Noticias desde 1998.

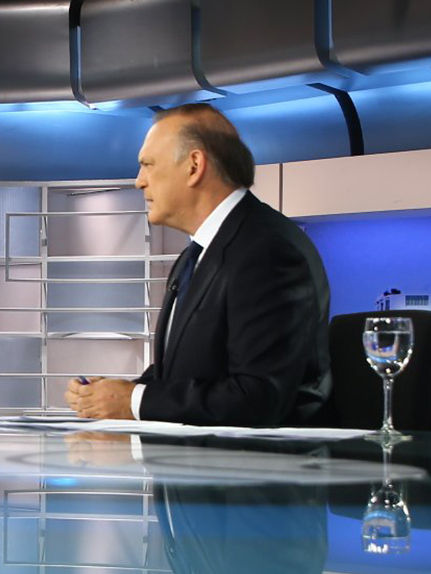
Pedro Piqueras, presentador de Antena 3 Noticias entre 1993 y 1996 y entre 1998 y 2001.

En 1997, la empresa Telefónica se hizo con el control del accionariado de Antena 3, lo que en un primero momento no tuvo grandes repercusiones en los rostros que aparecían en pantalla de informativos, confirmándose en sus respectivos puestos a Ónega, Viza, Mateo y Carrascal. Se realiza un cambio estético con nueva cabecera y sintonía y se mantiene a Pepe Oneto en la dirección de Informativos.
El 5 de mayo de 1998, Ernesto Sáenz de Buruaga —hasta ese momento director de Informativos de TVE— es nombrado director de Informativos de la cadena y traerá consigo la mayor revolución de los informativos de Antena 3. Con objeto de ir realizando cambios leves y e ir probando nuevas fórmulas alejadas del informativo de autor hasta ahora vigente, Olga Viza deja de presentar Antena 3 Noticias 1 a finales de junio, siendo sustituida por Roberto Arce y María Rey desde el 29 de junio hasta el 11 de septiembre y el espacio del tiempo se independiza del informativo tal y como ocurría en TVE.
A la incorporación de Buruaga se suma el sonadísimo fichaje de Matías Prats, también procedente de Televisión Española. Se incorpora en ese momento Susanna Griso, procedente de TVE Cataluña. Ambos compartirán mesa en Antena 3 Noticias 1 con Nacho Aranda en los deportes, bajo la dirección de Javier Algarra.
Sáenz de Buruaga tal y como hacía en TVE compatibiliza su cargo con el de editor y presentador del noticiario nocturno, Olga Viza se ocupa de la información deportiva en esta edición. Tras varias ofertas de la cadena a José María Carrascal para desempeñar nuevas funciones en Antena 3, éste decide marcharse. Su lugar en la medianoche es ocupado por Fernando Ónega.
Pedro Piqueras y Miryam Romero se reincorporan a la presentación de informativos de la cadena en las ediciones de fin de semana. Isabel San Sebastián se ocupa de la tertulia política en El primer café y Roberto Arce, asume la presentación del semanal Espejo público. Todos estos cambios se harían visibles el 14 de septiembre de 1998.
Sin embargo, Fernando Ónega en marzo de 1999 abandonó la cadena, aduciendo su incomodidad por los continuos cambios de horario del informativo que presentaba. Rosa María Mateo pasó en ese momento a ocupar su lugar al frente del espacio con Alejandro Dueñas al frente de la edición.
La temporada 1999-2000 trae consigo la supresión de los presentadores de deportes de las ediciones diarias, encargándose los presentadores tanto de la información general como de la deportiva. Nacho Aranda abandona pocas semanas después la cadena y Olga Viza acompaña a Buruaga en la información general. Sandra Barneda ocupa el lugar de Miryam Romero en el fin de semana junto a Piqueras y Miryam pasa a ocuparse de la edición de las 9:00 de la mañana.
En septiembre de 2000 se incorpora José Antonio Luque como presentador deportivo en las dos ediciones diarias. Sandra Barneda cambia los informativos del fin de semana por los resúmenes de El bus, por lo que Pedro Piqueras se queda solo al frente de las ediciones de fin de semana. El 15 de enero de 2001, Olga Viza y Susanna Griso intercambian sus horarios. Olga Viza se reencuentra en pantalla con su compañero de narración de las ceremonias de apertura y de clausura de los Juegos Olímpicos de Barcelona, nueve años después y a la par, Manu Sánchez se incorpora a Noticias 1 como presentador del bloque de deportes en sustitución de José Antonio Luque, que se centra en el bloque deportivo de Noticias 2 y Óscar Castellanos se encarga del bloque de deportes en las ediciones de fin de semana. Este esquema se mantiene hasta primavera de 2002.
El 30 de abril de 2002, Sáenz de Buruaga es nombrado consejero delegado de la cadena, por lo que deja de aparecer en pantalla y Susanna Griso se queda al frente de Antena 3 Noticias 2 en solitario durante cuatro meses y medio. Sus vacaciones en el mes de agosto son cubiertas por Soledad Arroyo. Javier Algarra hasta entonces director ejecutivo de Informativos, asume la dirección de Informativos. El 16 de septiembre de ese año llegarían los cambios.
Olga Viza continúa al frente del noticiero de mediodía al que se incorpora Manu Carreño, con José Antonio Luque en la información deportiva. Matías Prats y Susanna Griso vuelven a formar tándem, esta vez en el informativo nocturno con J. J. Santos en la información de deportes y ejerciendo como director de Deportes de Antena 3 Noticias. Pedro Piqueras abandona los informativos por el magazín matinal A plena luz y su lugar es ocupado por Ángeles Mirón. Manu Sánchez deja la edición de mediodía y vuelve al fin de semana. 
Soledad Arroyo cubre la baja maternal de Susanna Griso, entre el 17 de febrero y el 25 de abril de 2003 y desde el 24 de mayo al 13 de julio de 2003 y del 2 de agosto al 30 de agosto de 2003 la de Ángeles Mirón, presentando en solitario las ediciones de fin de semana. Mientras que Lourdes Maldonado, sustituye a Arroyo durante sus vacaciones entre el 19 de julio y el 27 de julio de 2003.
Roberto Arce deja Espejo público que pasa a manos de Sonsoles Suárez y asume la dirección y presentación de Buenos días, España, un morning show de estilo americano que no contó con el favor de la audiencia. Estaba acompañado por Marta Cáceres y Silvia Dono. Soledad Arroyo se ocupaba de los avances informativos desde la redacción. El espacio incluía El primer café de Isabel San Sebastián. En enero de 2003, el espacio se traslada al plató de los informativos de Antena 3, asumiendo la estructura de un informativo convencional.
En cuanto a los datos de audiencia y pese a que el Telediario de TVE conservó su liderazgo, las distancias se fueron reduciendo durante todo el período, de manera que, a principios de 2003, por ejemplo, el informativo nocturno contaba ya con el 21,5% de cuota de pantalla.

### 2003 - 2016: Grupo Planeta I (Gloria Lomana)

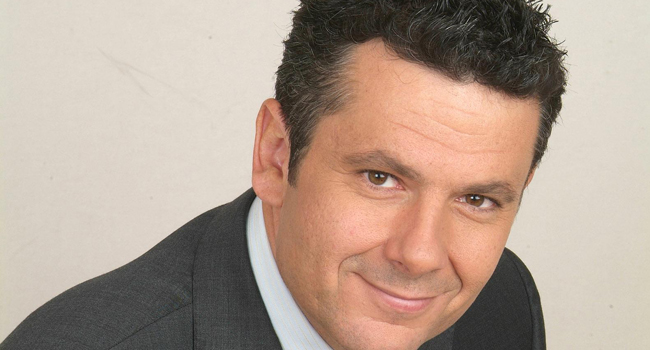
Roberto Arce, presentador de Antena 3 Noticias entre 1990 y 2011.

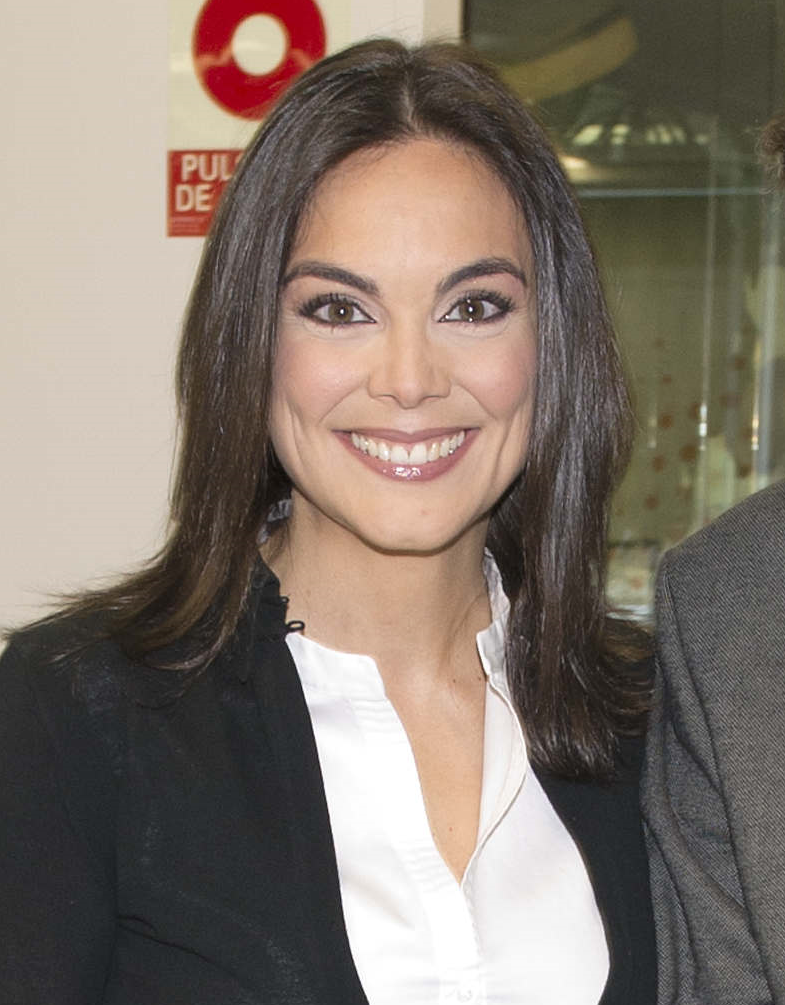
Mónica Carrillo, presentadora de Antena 3 Noticias desde 2006.

El 8 de julio de 2003 se produce un nuevo cambio en el accionariado, que pasa a estar controlado por el Grupo Planeta. Ernesto Sáenz de Buruaga hasta ahora consejero delegado de Antena 3 e ideólogo de los informativos de la cadena, abandona Antena 3 junto a Javier Algarra, hasta ahora director de Informativos. Gloria Lomana es nombrada nueva directora de Informativos.
Las altas pérdidas económicas de la cadena obligan a la cadena a realizar un expediente de regulación de empleo que afectará a diversas áreas de la cadena, entre ellas informativos. El expediente de regulación de empleo afecta a buena parte de la plantilla provocando la salida de rostros conocidos como Marta Robles, Carlos Hernández y Rosa María Mateo. El lugar de esta última es cubierto en la madrugada por Ángeles Mirón. Los espacios de noticias reducirán su emisión a media hora y se toma la decisión de que solo haya un presentador al frente de las ediciones principales. 
Al no tener cabida en los informativos ni en otros proyectos de la casa, Olga Viza abandona tras 11 años la cadena el 29 de agosto de 2003. Su compañero Manu Carreño se traslada a Onda Cero para presentar el espacio deportivo Al primer toque. 
Desde el 1 de septiembre de 2003, Susanna Griso vuelve en solitario a la edición de mediodía y José Antonio Luque continúa al frente de los deportes. Matías Prats continúa en el informativo de la noche con J. J. Santos en los deportes. En los fines de semana aterriza Lourdes Maldonado, hasta ahora en la delegación del País Vasco, que había realizado sustituciones en Espejo público y en el fin de semana, en sustitución de Ángeles Mirón y con Manu Sánchez en los deportes. Roberto Arce continúa en las Noticias de la mañana, acompañado primero por Soledad Arroyo y después por Lydia Balenciaga.
Se estrena la tertulia matinal La respuesta que sustituye a El primer café. En tan solo una temporada fue presentada por Javier González Ferrari, Carmen Gurruchaga, Pedro Piqueras (deja el programa para dirigir RNE), y finalmente, Roberto Arce.
El 6 de septiembre de 2004, Antena 3 Noticias estrena nueva imagen por primera vez desde 1998, con ligeros cambios en el decorado y nueva sintonía. Los mayores cambios se producen en las primeras horas del día. Montserrat Domínguez se incorpora a Antena 3 procedente de Telecinco, para dirigir cinco horas de información diaria: Noticias de la mañana y Ruedo ibérico. El informativo matinal es presentado por Luis Fraga, Lydia Balenciaga, Lola Hernández y Alberto Herrera.
Por otro lado, Roberto Arce se une a Susanna Griso en Antena 3 Noticias 1. Entre el 22 de noviembre de 2004 y el 18 de marzo de 2005, Roberto Arce presenta en solitario Antena 3 Noticias 1, por la baja maternal de Susanna Griso.
Entre el 26 de noviembre de 2005 al 14 de mayo de 2006 con motivo de la baja maternal de Lourdes Maldonado, Ramón Pradera y Miriam Sánchez se ocupan de la ediciones de fin de semana. Pradera continúa con la reincorporación de Lourdes.
Es en esta etapa cuando finalmente Antena 3 ha superado a Televisión Española en número de espectadores de sus informativos. Entre septiembre de 2005 y enero de 2006, Antena 3 Noticias 1 conducido por Griso y Arce alcanzó una media de 2.994.000 espectadores frente a los 2.929.000 del Telediario 1 de TVE de Ana Blanco.
J. J. Santos termina su contrato con Antena 3 en agosto de 2006 y desde la cadena se decide no renovarlo. El periodista ficha por Telecinco. Su salida supone la reorganización de los presentadores de deportes de la casa. Manu Sánchez vuelve a Antena 3 Noticias 1, José Antonio Luque comparte mesa con Matías Prats en Antena 3 Noticias 2, Lola Hernández asume el fin de semana, Javier Alba continua en la madrugada y se incorpora procedente de TVG, Mónica Martínez en las Noticias de la mañana.
En noviembre de 2006 termina definitivamente el semanal Espejo público para volver convertido en un programa informativo matinal diario en lugar de Ruedo ibérico. Sonsoles Suárez abandona la cadena. El 1 de diciembre de 2006, Susanna Griso se despide de los informativos de la cadena tras 8 años, para empezar con la presentación el 11 de diciembre de ese mismo año, de una renovada versión del espacio que hasta dos semanas antes presentaba Sonsoles Suárez, con Lydia Balenciaga al frente de los avances informativos. El 11 de diciembre de 2006 se producen las incorporaciones de Pilar Galán y Mónica Carrillo. La primera, forma pareja con Roberto Arce en Antena 3 Noticias 1 y la segunda, procedente del Canal 24 horas de TVE, forma dupla con Luis Fraga en las Noticias de la mañana. 
En junio de 2007 y tras no haber cumplido con los objetivos propuestos, Montserrat Domínguez es despedida de la cadena. Además, la edición de la noche es presentada por Matías Prats de lunes a jueves y los viernes por la directora de Informativos Gloria Lomana, siendo líderes de audiencia al obtener 3.560.000 espectadores de media, frente a los 3.145.000 de Lorenzo Milá en la segunda edición del Telediario de Televisión Española. Unos meses después, Gloria Lomana deja de presentar la edición de los viernes y le deja el puesto de nuevo a Matías Prats, para centrarse en la dirección de los informativos.
En 2007, la edición de mediodía de los informativos de fin de semana conducida por Lourdes Maldonado y Ramón Pradera, se convierte en la emisión informativa más vista del año.

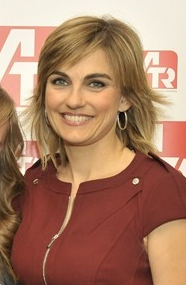
Lourdes Maldonado, presentadora de Antena 3 Noticias entre 2003 y 2016.

El 3 de septiembre de 2007, la cadena estrenó nuevos grafismos más efectistas, y sintonía, manteniendo el estudio en la redacción integrado con varios cambios en el mismo. Los presentadores se mantienen en sus respectivas ediciones.
En esta temporada se potencia la apuesta por la información con la ampliación de Espejo público y Noticias de la mañana así como con el estreno del nuevo programa de debate, 360 grados, moderado por Roberto Arce.
El estudio GECA 2007 sitúa a Matías Prats como el comunicador de informativos más valorado, creíble y cercano a la audiencia.
En septiembre de 2008 se incorpora Ángel Rodríguez como presentador de deportes en Antena 3 Noticias 1 junto a Roberto Arce y Pilar Galán; Mónica Carrillo comparte mesa en Antena 3 Noticias 2 con Matías Prats y José Antonio Luque y Manu Sánchez vuelve a los deportes del fin de semana. Se elimina la última edición, Antena 3 Noticias 3, pasando su equipo a integrarse en Antena 3 Noticias de la mañana, de cuya sección deportiva se hace cargo Javier Alba, lo que lleva al despido de Mónica Martínez. Sandra Golpe, experiodista de CNN+, se incorpora en octubre ocupando la vacante de Mónica Carrillo.
Sandra Golpe deja Antena 3 Noticias de la mañana a cargo de Isabel Jiménez para realizar las sustituciones durante la baja maternal de Lourdes Maldonado, en Antena 3 Noticias Fin de semana, junto a Ramón Pradera desde el 16 de noviembre de 2008.
El estudio GECA 2008, sigue situando a Matías Prats como el comunicador de informativos más valorado, creíble y cercano a la audiencia.
En enero de 2009, los informativos estrenan nuevos grafismos, mucho más efectistas que los anteriores, en los que predominan los colores azul y blanco, junto a su característico globo terráqueo girando y más destellos que en la etapa anterior. También se estrena una nueva cabecera y sintonía en la que el principal cambio fue la inclusión de eco en el comienzo y en el final.
El informativo nocturno realizó el 12 de marzo de 2009 la primera entrevista al profesor Jesús Neira, brutalmente agredido. Esa entrevista realizada por la directora de Informativos de Antena 3, Gloria Lomana y fue seguida por más de 3 millones de espectadores.
El matinal Espejo público se convierte en el magacín más visto de las mañanas, superando a El programa de Ana Rosa, que cae a la segunda plaza. La media de audiencias de Espejo público supera el 21% de cuota de pantalla.
Lourdes Maldonado regresa de su baja maternal el 2 de mayo de 2009 a las ediciones de fin de semana. También Sandra Golpe regresa al informativo matinal e Isabel Jiménez deja de aparecer en pantalla, solo hasta el verano, en el que sustituye de nuevo a Sandra Golpe.
Desde septiembre de 2009, los informativos sufren una profunda reestructuración que quedan de la siguiente manera:
- Antena 3 Noticias de la mañana de 6:00 a 9:00: presentado por Luis Fraga, Sandra Golpe y Javier Alba (deportes).
- Antena 3 Noticias 1 de 15:00 a 16:00: presentado por Roberto Arce, Mónica Carrillo y Pilar Galán (deportes).
- Antena 3 Noticias 2 de 21:00 a 22:00: presentado por Matías Prats y en los deportes, la principal novedad, Mónica Martínez.
- Antena 3 Noticias Fin de semana (15:00 a 16:00 y de 21:00 a 22:00): presentado por Lourdes Maldonado Manu Sánchez (deportes).

En la rueda de prensa en la que se presenta esta nueva estructura interna, la directora de Informativos, Gloria Lomana, menciona un nuevo cambio de imagen de los informativos que llegó el lunes, 28 de septiembre. Esta nueva imagen formada por nuevas cabeceras, grafismos, infografías, líneas gráficas y escenográficas, coloca el naranja como el protagonista, siendo este el color corporativo de la cadena. Además, en sus nuevas cabeceras da aparición a un teclado de un ordenador junto a unas formas cuadradas que dotan a Antena 3 Noticias de seriedad y orden. Además crea nuevos e innovadores grafismos: dos nuevos tipos de sumarios, uno sin la imagen del presentador/a y otro con la imagen del mismo. También crea una nueva infografía en la que se muestran datos mientras el presentador/a sigue con el relato de la información. Además juega con la escenografía del plató y la redacción.
Durante el mes de octubre y prácticamente el de noviembre, Mónica Martínez, presentadora de deportes de Antena 3 Noticias 2, no aparece en pantalla. Es sustituida por José Antonio Luque, director de Antena 3 Deportes.
Durante las vacaciones de Navidad de 2009, Matías Prats es sustituido por Mónica Carrillo, que abandona la edición de mediodía durante ese período.
Según el barómetro de abril del CIS, los informativos de Antena 3 son los preferidos por la audiencia para informarse, además la propia cadena, Antena 3, es la cadena privada preferida por los españoles. En cuestión de audiencias, los informativos de esta cadena siguen siendo los más vistos de todas las televisiones comerciales de nuestro país.
El 26 de junio de 2010, las noticias inician las emisiones en la relación de aspecto 16:9. Tanto las cabeceras como los grafismos de los informativos se adaptan al formato panorámico, siendo el tercer canal nacional en hacerlo.
La temporada 2010-2011 comienza con ligeros cambios:
Nuevos presentadores
La presentadora de la edición deportiva de mediodía, Pilar Galán, es sustituida por Ainhoa Arbizu. Mónica Martínez deja la cadena, y las ediciones deportivas quedan así:
- Antena 3 Deportes de la mañana: Javier Alba.
- Antena 3 Deportes 1: Ainhoa Arbizu.
- Antena 3 Deportes 2: Manu Sánchez.
- Antena 3 Deportes Fin de semana: Óscar Castellanos.

Restructuración
A modo de prueba desde agosto de ese año, las noticias se separan del deporte y del tiempo, de este modo quedan así:
- Antena 3 Noticias de la mañana: desde las 6:00 hasta las 9:00 (dividiéndose en bloques de 30 minutos).
- Antena 3 Deportes de la mañana: después del bloque de información general.
- Antena 3 El tiempo de la mañana: tras el deporte.
- Antena 3 Noticias 1: comienzan a las 15:00 y finalizan a las 15:40.
- Antena 3 Deportes 1: el deporte comienza a las 15:40 y termina a las 15:50.
- Antena 3 El tiempo 1: la información meteorológica comienza a las 15:50 y finaliza a las 15:55.
- Antena 3 Noticias 2: las noticias comienzan a las 21:00 y finalizan a las 21:40.
- Antena 3 Deportes 2: el deporte comienza a las 21:40 y termina a las 21:50.
- Antena 3 El tiempo 2: la información meteorológica comienza a las 21:50 y finaliza a las 21:55.
- Antena 3 Noticias Fin de semana: comienzan a las 15:00/21:00 y finalizan a las 15:40/21:40.
- Antena 3 Deportes Fin de semana: el deporte comienza a las 15:40/21:40 y termina a las 15:50/21:50.
- Antena 3 El tiempo Fin de semana: la información meteorológica comienza a las 15:50/21:50 y finaliza a las 15:55/21:55.

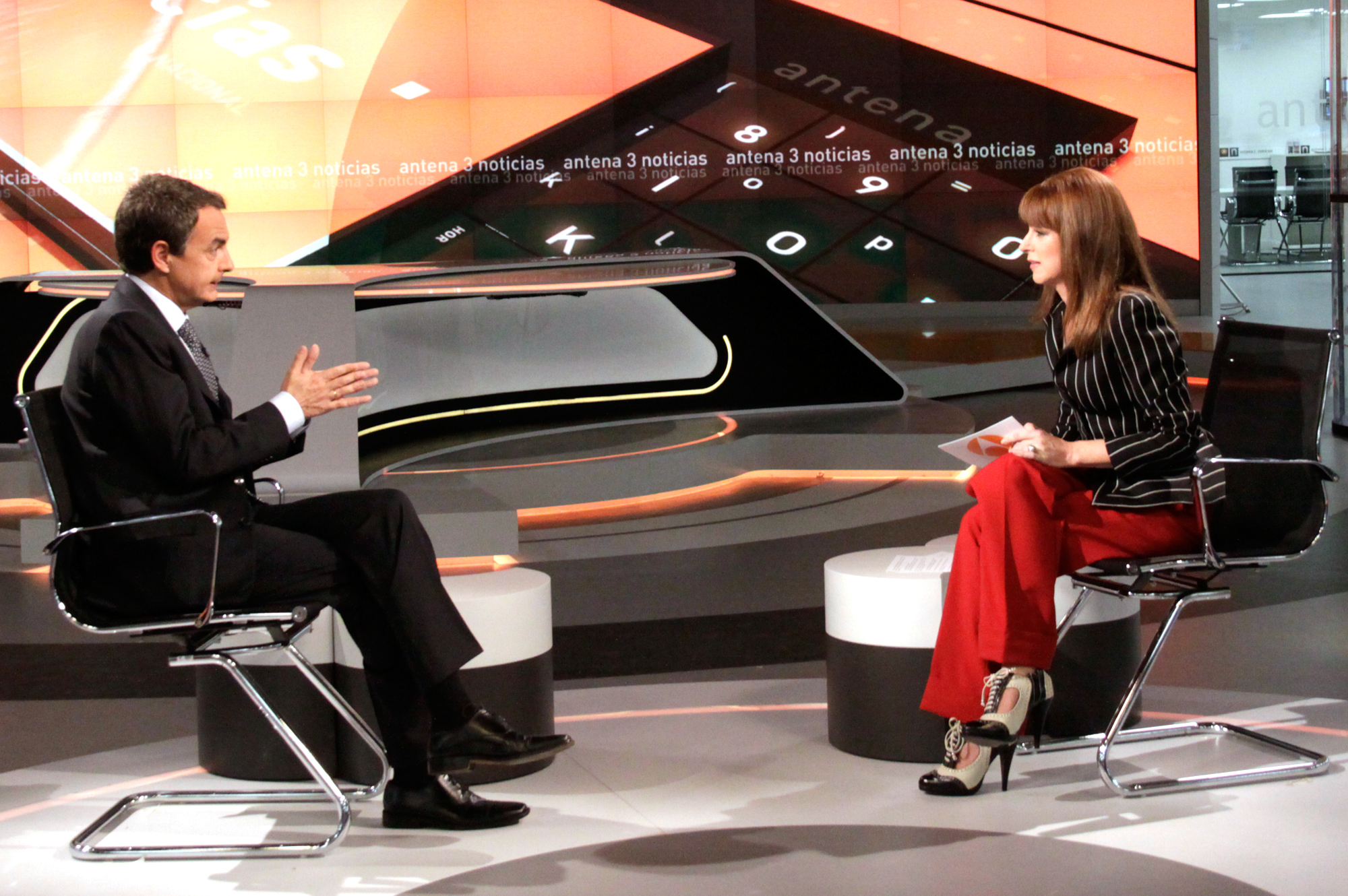
Gloria Lomana entrevistando al presidente del Gobierno, José Luis Rodríguez Zapatero el 10 de enero de 2011, día de estreno del nuevo plató.

El 10 de enero de 2011, los informativos estrenan nuevo plató —tras cinco meses de obras y tres en un plató provisional—, en medio de la campaña Pone de renovación de imagen de la cadena, junto a una nueva forma de dar las noticias, como presentarlas de pie ayudándose de la gran pantalla de 11 metros táctil situada tras los presentadores, además de otras técnicas de realización.
Entre julio y agosto de 2011 con la marcha de Roberto Arce tras 22 años en la cadena, Lourdes Maldonado y Sandra Golpe se hacen cargo de Antena 3 Noticias 1, sustituyendo a Mónica Carrillo en sus vacaciones y en su vuelta, ya que ésta se hace cargo de Antena 3 Noticias 2, sustituyendo a Matías Prats durante el mes de agosto.
Blanca Basiano sustituye a Lourdes Maldonado en los fines de semana de agosto por sus vacaciones, debutando así frente a cámara.

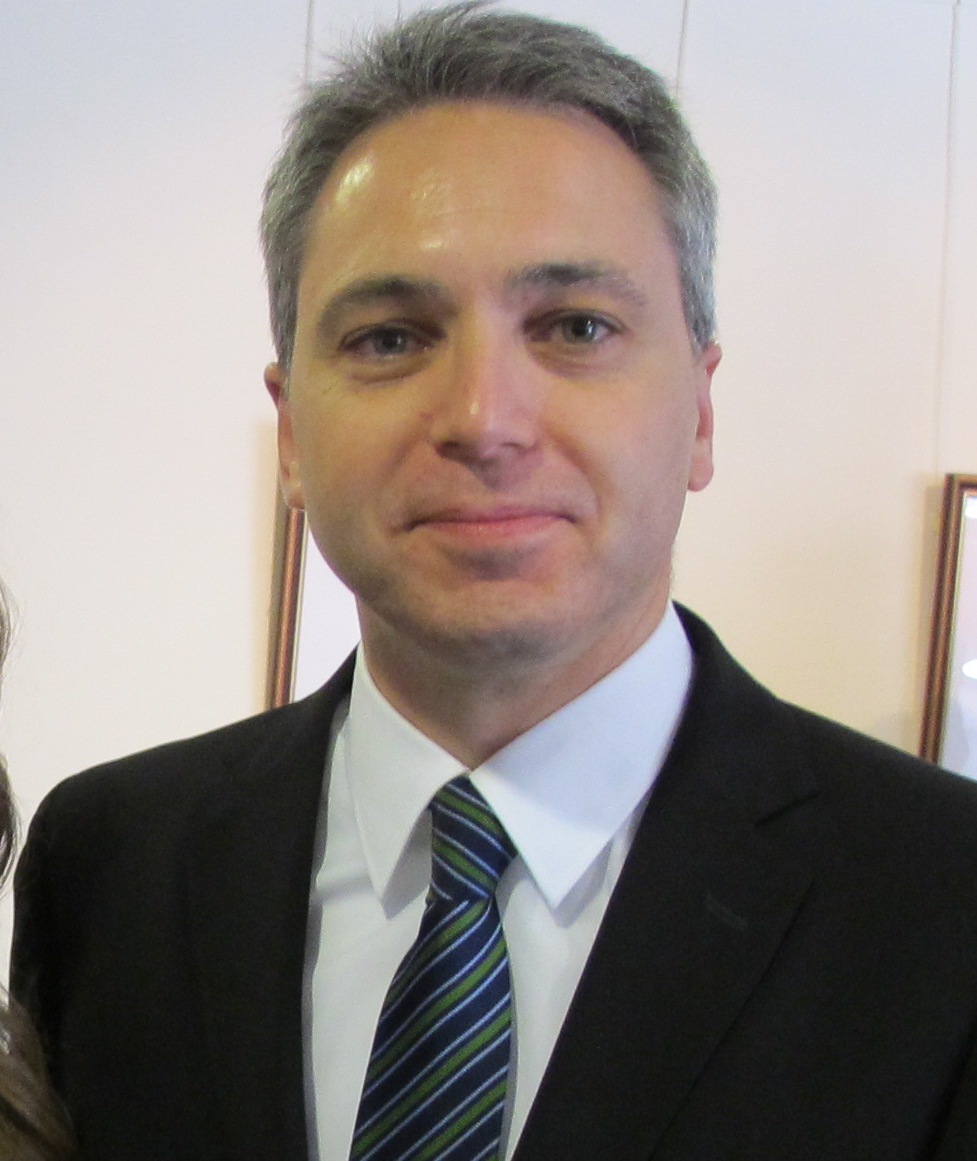
Vicente Vallés, presentador de Antena 3 Noticias desde 2011.

En la temporada 2011-2012 el equipo de los informativos fue el siguiente:
Presentadores
Antena 3 Noticias de la mañana: 6:00-9:00
- Edición: Carlos Ara y José Luis Maqueda.
- Presentadores: Luis Fraga y Sandra Golpe.

Antena 3 Noticias 1: 15:00-16:00
- Dirección: Vicente Vallés.
- Edición: Óscar Vázquez y Ángeles Mirón.
- Presentadores: Vicente Vallés y Mónica Carrillo.

Antena 3 Noticias 2: 21:00-21:40
- Dirección: Alejandro Dueñas.
- Edición: Miguel Sayagués.
- Presentador: Matías Prats.

Antena 3 Noticias Fin de semana: 15:00-16:00/21:00-22:00
- Dirección: Álvaro Zancajo.
- Edición: Javier Gallego.
- Presentadora: Lourdes Maldonado.

El 5 de septiembre de 2011, Vicente Vallés comienza a presentar y dirigir Antena 3 Noticias 1 en sustitución de Roberto Arce. Además de la incorporación de Vicente Vallés, ese mismo día, los informativos estrenan mejoras infográficas. Ahora es el blanco el color dominante en la pantalla y en diversos grafismos, aunque el naranja y el negro no pierden protagonismo.
Destacan en esta temporada las entrevistas realizadas tanto en plató como vía conexión en directo, a expertos y personajes de interés informativo con el fin de dar un punto de vista más concreto sobre la noticia en cuestión.
En lo referente a las elecciones generales de 2011, Antena 3 Noticias realizó el 20 de noviembre de 2011, un gran despliegue informativo basado en avances informativos presentados por Lourdes Maldonado a lo largo de todo el día junto con un especial informativo presentado por Matías Prats y Lourdes Maldonado, con conexiones en directo con los puntos de interés y todos los datos y entrevistas tanto en plató como vía directo.
El seguimiento de audiencia fue sobresaliente, se convirtió en la oferta privada líder con una media superior al 13% de cuota de pantalla, situándose por encima del 6,4% de la oferta de Telecinco, además de quedarse muy cerca de los especiales de TVE.
Estos son los datos obtenidos el 20 de noviembre, haciendo referencia a que los informativos de ese domingo fueron la oferta privada más seguida (15,5% de cuota de pantalla frente al 9% de Telecinco).
- Antena 3 Noticias 1 Fin de semana (15:00-16:00): 2.179.000 (15,5%).
- Elecciones generales (20:00-23:00): 2.198.000 (10,4%).
- Antena 3 Noticias avance: Elecciones generales 2011 (durante la publicidad): 3.278.000 (14,5%).
- Elecciones generales. El análisis: 987.000 (14,1%).

En verano de 2012, en julio, Vicente Vallés y Mónica Carrillo se hacen cargo durante quince días cada uno de Antena 3 Noticias 1. Los últimos quince días de agosto presenta Sandra Golpe que lo compagina con Antena 3 Noticias Fin de semana durante todo el mes de agosto sustituyendo a Lourdes Maldonado que está en julio. Matías Prats conduce Antena 3 Noticias 2 en julio y Mónica Carrillo en agosto. Antena 3 Noticias de la mañana es conducido por María José Sáez durante todo el verano, acompañada de Luis Fraga en julio y Ángel Carreira en agosto.
Entre 2012 y 2014, hay variaciones en el equipo de presentadores: Esther Vaquero y María José Sáez se sitúan al frente de Antena 3 Noticias de la mañana; Vicente Vallés presenta Antena 3 Noticias 1 junto a Lourdes Maldonado que abandona los fines de semana tras nueve años; Matías Prats y Mónica Carrillo vuelven a coincidir en Antena 3 Noticias 2 y Álvaro Zancajo y Sandra Golpe presentan Antena 3 Noticias Fin de semana en sustitución de Lourdes Maldonado.
Además, se incluye una mejora de su infografía en los titulares, y un cambio leve en la sintonía, con tonos mucho más marcados.
Presentadores
Antena 3 Noticias de la mañana: 6:15-8:55
- Dirección: Carlos Ara.
- Edición: José Luis Maqueda.
- Presentadora: Esther Vaquero y María José Sáez.

Antena 3 Noticias 1: 15:00-16:00
- Dirección: Vicente Vallés.
- Edición: Óscar Vázquez, Ángeles Mirón y Myriam Romero.
- Presentadores: Vicente Vallés y Lourdes Maldonado.

Antena 3 Noticias 2: 21:00-21:40
- Dirección: Alejandro Dueñas.
- Edición: Miguel Sayagués.
- Presentadores: Matías Prats y Mónica Carrillo.

Antena 3 Noticias Fin de semana: 15:00-16:00/21:00-22:00
- Dirección: Álvaro Zancajo.
- Edición: Javier Gallego y Luis Fraga.
- Presentadores: Álvaro Zancajo y Sandra Golpe.

En septiembre de 2014, la directora de Informativos, Gloria Lomana, anuncia cambios de cabeceras, sintonías y grafismos. Esther Vaquero y María José Sáez siguen presentando Noticias de la mañana y Vicente Vallés y Lourdes Maldonado Antena 3 Noticias 1. La novedad está en que Matías Prats deja de presentar el informativo nocturno tras doce años, y este pasa a ser presentado por Álvaro Zancajo y Sandra Golpe. En cambio, Prats abandona por primera vez las ediciones diarias de informativos, desde que llegó a la cadena y pasa a presentar Antena 3 Noticias Fin de semana con Mónica Carrillo. El informativo es dirigido primero por Alejandro Dueñas (de septiembre de 2014 a marzo de 2015) y después por Óscar Vázquez (de marzo de 2015 a julio de 2016), quien ya dirigió el informativo nocturno desde 2002 a 2009. 
Presentadores
Antena 3 Noticias de la mañana: 6:15-8:55
- Dirección: Lorena García Díez (desde agosto de 2015).
- Edición: Carlos Ara y José Luis Maqueda.
- Presentadoras: María José Sáez, Esther Vaquero y Lorena García Díez.

Antena 3 Noticias 1: 15:00-16:00
- Dirección: Vicente Vallés.
- Editores: Óscar Vázquez (hasta marzo de 2015), Miryam Romero y Ángeles Mirón.
- Presentadores: Vicente Vallés y Lourdes Maldonado.

Anyena 3 Noticias 2: 21:00-21:40
- Dirección: Álvaro Zancajo.
- Edición: Álvaro del Corral.
- Presentadores: Álvaro Zancajo y Sandra Golpe.

Antena 3 Noticias Fin de semana: 15:00-16:00/21:00-22:00
- Dirección: Alejandro Dueñas (septiembre de 2014-marzo de 2015), Óscar Vázquez (marzo de 2015 a julio de 2016) y Miguel Sayagués.
- Edición: Daniel Prats y Joaquín Domínguez.
- Presentadores: Matías Prats y Mónica Carrillo.

En diciembre se producen nuevos cambios: el día 23, Ainhoa Arbizu abandona la sección deportiva de Antena 3 Noticias 1, dejando a Manu Sánchez a cargo de las dos ediciones diarias de deportes y Esther Vaquero pasa a ser presentadora sustituta de Espejo público, de modo que durante los descansos de su compañera María José Sáez, Antena 3 Noticias de la mañana fue presentado por Ángel Carreira en Navidad y por Lydia Balenciaga en julio.

### Desde 2016: Grupo Planeta II (Santiago González)

Logo de Antena 3 Noticias (2018-2025)

La temporada 2016-2017 se inicia con el abandono de Gloria Lomana como directora de Informativos, el 8 de julio de 2016, después de trece años y con el nombramiento de Santiago González como sustituto, convirtiéndose en el sexto director de informativos de la historia de la cadena.
En julio de 2016, se anuncia que Álvaro Zancajo había sido relevado como director y presentador de Antena 3 Noticias 2. Finalmente el día 20, Álvaro Zancajo presenta su último informativo. Su ausencia es cubierta por Mónica Carrillo el 21, 22 y 25 de julio y finalmente desde el 22 de agosto al 9 de septiembre y por Lourdes Maldonado del 26 de julio al 19 de agosto, que también se hace cargo de Antena 3 Noticias 1 desde el 25 de julio al 19 de agosto con Ángel Carreira y desde el 22 de agosto al 9 de septiembre en solitario, día en el cual presenta por última vez el informativo de mediodía tras cuatro años en éste y deja de aparecer en pantalla tras trece años en los informativos de la cadena a nivel nacional.
Desde el 12 de septiembre, Vicente Vallés pasa a Antena 3 Noticias 2, el cual presentará y dirigirá en solitario. Sandra Golpe pasa a Antena 3 Noticias 1 junto a la hasta ahora corresponsal parlamentaria de Antena 3, María Rey, que vuelve a los platós tras 20 años en esta función. Matías Prats y Mónica Carrillo se mantienen en el fin de semana.
Para reforzar la información deportiva, la cadena incorpora a la periodista Rocío Martínez, proveniente de Real Madrid TV, la cual se ocupará de conducir la edición deportiva de mediodía.
En noviembre de 2016 se empieza a emitir un boletín informativo a las 12:00 presentado por María Rey o Sandra Golpe.
Desde el 15 de febrero de 2017, se implementa el dúo de presentadores de deportes en la edición de mediodía con Manu Sánchez y Rocío Martínez.
El 23 de junio de 2017, fallece Mariano Sancha, presentador de deportes, que llevaba año y medio de baja y que durante muchos meses había estado luchando contra una enfermedad.
En julio de 2017, Lourdes Maldonado pide una excedencia a Atresmedia debido a su fichaje por Telemadrid, para presentar y dirigir Telenoticias 1 y se marcha de los informativos nacionales donde llevaba casi 14 años, dejando de esta manera su cargo cómo jefa del Área de Sociedad y Cultura qué había ocupado durante los últimos 10 meses y María Rey abandona la presentación y dirección de Antena 3 Noticias 1 a finales de julio por decisión de la dirección de Informativos, pero eso no significa la marcha de Rey del grupo, ya qué su futuro profesional inmediato seguirá ligado a Atresmedia.
A partir del 4 de septiembre de 2017 se inicia una nueva temporada en la que se producen los siguientes cambios: Esther Vaquero se incorpora a Antena 3 Noticias 2 con Vicente Vallés tras cinco años en Antena 3 Noticias de la mañana y Angie Rigueiro presenta Antena 3 Noticias de la mañana con María José Sáez. Además, Irenka Zufiría es la nueva presentadora de Antena 3 Deportes de la mañana (aunque su estreno fue el 3 de julio de 2017) en sustitución de Javier Alba que abandona la presentación, pero sigue en la redacción de deportes de la cadena, encargándose en ocasiones de realizar suplencias en las diferentes ediciones de Antena 3 Deportes.
En marzo de 2018, María Rey abandona tras 25 años la cadena para emprender una "nueva etapa" fuera de Atresmedia.
El 6 de julio de 2018 arranca una reforma del plató de informativos.
Desde septiembre de 2018 sus informativos son líderes absolutos, arrebatando el liderazgo tras 17 meses a los Telediarios de TVE.
En septiembre, el título genérico vuelve a ser Antena 3 Noticias y los colores pasan a ser azul, amarillo y blanco. El logo pasa a ser azul. También se estrena un nuevo plató con 40 m² de pantalla, incluyendo realidad aumentada. La mosca está situada en la izquierda de la pantalla, y la genérica de la cadena desaparece durante las noticias (los identificativos de subtitulado siguen apareciendo en la derecha). En los deportes la mosca es verde, con la inscripción Deportes y en Tu tiempo y El tiempo, la mosca es celeste.
Entre el 11 de octubre de 2018 y hasta el 5 de mayo de 2019, Lorena García Díez se ausenta por una baja maternal, siendo sustituida por Marina Monzón con Elena Salamanca, Josu Larrea y por último, con Alba Dueñas. María José Sáez y Angie Rigueiro se encargan del segundo bloque del informativo.
En enero de 2019, el informativo matinal aumenta su horario hasta las 8:55. 
En julio de 2019, Angie Rigueiro abandona Antena 3 Noticias de la mañana debido a su baja por maternidad y es sustituida por Josu Larrea. 
Desde agosto de 2019, se elimina el bloque de deportes del informativo matinal. 
A finales de septiembre de 2019, Esther Vaquero, que presenta Antena 3 Noticias 2 junto a Vicente Valles, se acoge a una baja por maternidad y su ausencia es cubierta por María José Sáez, que presenta Antena 3 Noticias de la mañana. De este modo, el informativo matinal es presentado por Marina Monzón hasta las 8:00 y por Lorena García Díez de 8:00 a 8:55 y Antena 3 Noticias 2 es presentado por Vicente Vallés y María José Sáez. 
El 27 de febrero de 2020, Angie Rigueiro regresa de su baja maternal y presenta Antena 3 Noticias de la mañana de 6:15 a 8:00 con Marina Monzón y de 8:00 a 8:55 continúa Lorena García Díez.
El 6 de abril de 2020, Esther Vaquero vuelve a los informativos de Antena 3, tras una baja por maternidad y se encarga además, de presentar los informativos especiales sobre el COVID-19. 
En septiembre de 2020, Lorena García Díez abandona los informativos para copresentar Espejo público junto a Susanna Griso. Por otro lado, Belén García pasa a dirigir Antena 3 Noticias Fin de semana, mientras que Alejandro Dueñas se convierte en director de Antena 3 Noticias de la mañana. Además, Antena 3 Noticias 1 acumula más de tres años de liderazgo absoluto con Sandra Golpe y Antena 3 Noticias 2 con Vicente Vallés y Esther Vaquero es el informativo que más crece y es líder del mes de agosto con un 16,5% de cuota de pantalla, su dato más alto desde 2009.
En enero de 2021, Alejandro Dueñas se prejubila y abandona la empresa tras 30 años. Su puesto de director de Antena 3 Noticias de la mañana lo ocupa Manu Sánchez, que abandona la sección de deportes tras 30 años. Aparte de la dirección del informativo también asume la presentación con María José Sáez y Marina Monzón. En la sección de deportes se incorporan Angie Rigueiro y Alba Dueñas que junto con Rocío Martínez se encargan de presentar los bloques de deportes de Antena 3 Noticias 1, Antena 3 Noticias 2 y Antena 3 Noticias Fin de semana.
En enero de 2021, Antena 3 Noticias 2 con Vicente Vallés y Esther Vaquero cosecha más de 3 millones de espectadores, sacando medio millón más que Informativos Telecinco Noche y doblando al Telediario 2.
En septiembre de 2021, María José Sáez abandona Antena 3, siendo sustituida en Noticias de la mañana por Noor Ben Yessef, que presenta el informativo con Manu Sánchez y Marina Monzón y en las sustituciones de Noticias 1 por Victoria Arnau.
En junio de 2022, Miryam Romero, presentadora y editora de Antena 3 Noticias durante 30 años, fallece a causa de una enfermedad.
En septiembre de 2023 se realizan cambios en las ediciones de Antena 3 Deportes, finalizando las rotaciones de las tres presentadoras, Alba Dueñas, Rocío Martínez y Angie Rigueiro, que se turnaban para presentarlas, de modo que Angie Rigueiro se encarga de Antena 3 Deportes 1, Rocío Martínez de Antena 3 Deportes 2 y Alba Dueñas de Antena 3 Deportes Fin de semana.
En diciembre de 2023, Antena 3 Noticias acumula seis años de liderazgo, su mayor racha histórica, siendo líderes de audiencia en las cuatro ediciones: Noticias de la mañana, Noticias 1, Noticias 2 y Noticias Fin de semana.

## Equipo

### Antena 3 Noticias de la mañana
- Presentador: Manu Sánchez
- Prescriptores: Noor Ben Yesef y Adolfo Izquierdo
- El tiempo: César Gonzalo

### Antena 3 Noticias 1
- Presentadora: Sandra Golpe
- Deportes: Angie Rigueiro
- Tu tiempo: Roberto Brasero
- Suplentes: Victoria Arnau, Laura Simón, Javier Alba y Mercedes Martín

### Antena 3 Noticias 2
- Presentadores: Vicente Vallés y Esther Vaquero
- Deportes: Rocío Martínez
- El tiempo: Roberto Brasero
- Suplentes: Laura Simón, Javier Alba y Mercedes Martín

### Antena 3 Noticias 1 y 2 Fin de semana
- Presentadores: Matías Prats y Mónica Carrillo
- Deportes: Alba Dueñas
- El tiempo: Himar González
- Suplentes: Laura Simón, Javier Alba y Mercedes Martín

## Listado de presentadores

### Información general
- Alba Dueñas (2019)
- Ángel Carreira (2011-2012; 2016-2022)
- Ángeles Mirón (2002-2008)
- Angie Rigueiro (2016-2020)
- Álvaro Zancajo (2012-2016)
- Blanca Basiano (2011-2019)
- Carina Verdú (2019-presente esporádicamente)
- Carlos García Hirschfeld (1995-1997)
- Elena Salamanca (2019)
- Esther Vaquero (2012-presente)
- Ernesto Sáenz de Buruaga (1998-2002)
- Esmeralda Velasco (1990-1991)
- Federico Jiménez Losantos (1990-1991)
- Fernando González Urbaneja (1991-1992)
- Fernando Ónega (1997-1999)
- Gloria Lomana (2006-2007)
- Isabel Jiménez (2008-2011)
- José Antonio Gavira (1993-1995)
- José María Carrascal (1990-1998)
- Josu Larrea (2018-2019)
- Lorena García Díez (2015-2018; 2019-2020)
- Lourdes Maldonado (2003-2016)
- Luis Fraga (2004-2012)
- Luis Herrero (1990-1992)
- Lydia Balenciaga (2004-2007; 2015)
- Manu Carreño (2002-2003)
- Manu Sánchez (2021-presente)
- Manuel Campo Vidal (1992-1993)
- María Fuentes López (1995-2000)
- María José Sáez (2012-2021)
- María Rey (1993-1996; 1998; 2016-2017)
- Marina Monzón (2019-2024)
- Marta Robles (1996-1997)
- Matías Prats Luque (1998-presente)
- Miryam Romero (1990-1992; 1997-1999)
- Miriam Sánchez (2005-2006)
- Mónica Carrillo (2006-presente)
- Montserrat Domínguez (2004-2006)
- Olga Viza (1992-2003)
- Pedro Piqueras (1993-1996; 1998-2001)
- Pilar Galán (2006-2009)
- Ramón Pradera (2005-2010)
- Roberto Arce (1990-2011)
- Rosa María Mateo (1993-1997; 1998-2003)
- Sandra Barneda (1999-2000)
- Sandra Golpe (2008-presente)
- Soledad Arroyo (2002-2006)
- Susanna Griso (1998-2006)
- Vicente Vallés (2011-presente)
- Victoria Arnau (2021-presente)

### Deportes
- Ainhoa Arbizu (2010-2014)
- Alba Dueñas (2021-presente)
- Angie Rigueiro (2021-presente)
- Irenka Zufiría (2017-2019)
- J. J. Santos (2002-2006)
- Javier Alba (2002-2017; 2018; 2019; 2020)
- Javier Ares (1989-1999)
- Javier Domínguez (¿?-¿?)
- Lola Hernández (1998-2008)
- José Antonio Luque (2000-2010)
- Manu Sánchez (1990-2020)
- Mariano Sancha (1998-2015)
- Mónica Martínez (2009-2010)
- Nacho Aranda (1990-1999)
- Rocío Martínez (2016-presente)
- Óscar Castellanos (2001-2019; 2020)
- Pilar Galán (2009-2010)
- Raúl Meda (1997-2016)

### El tiempo
- Ainhoa Fernández (¿?-¿?)
- Alba Dueñas (2017-2018; 2019)
- César Gonzalo (2008-presente)
- Charo Pascual (1991-1992)
- Gema Chiverto (2014)
- Himar González (2011-presente)
- Joan Escoda (2006-2010)
- Jordi Cruz Serra (1990-2002)
- Jorge Ron (¿?-¿?)
- José Miguel Viñas (1999-2003)
- Mercedes Martín (2015-presente)
- Montse Martínez (1992-1999)
- Minerva Piquero (1990-2003)
- Nuria Galimany (¿?-¿?)
- Roberto Brasero (2005-presente)
- Silvia García Dono (¿?-¿?)

## Corresponsales
- Cortes Generales
  - María Rey (1996-2016)
  - Jon Ariztimuño (2016)
  - Carina Verdú (2016)
  - Ainara Guezuraga (2016-2021)
  - Beatriz San Juan (2021-2022)
  - Raúl Marqueta (2022-¿?)[23]
- Presidencia del Gobierno y Consejo de Ministros
  - Carina Verdú (2016-2022)
  - Ángel Carreira (2022-¿?)[23]
- Casa Real y Política Exterior
  - Eloísa De Dios (2013-2014)
  - Marina Monzón (2014-2017)
  - María Rey (2017-2018)[24]
  - Elena Salamanca (2019-¿?)
- Berlín
  - Paola Álvarez (2014-¿?)
- Bruselas
  - Romano Ferrari (1990-2000)
  - Mónica Prado (2001-2009)
  - Guillermo Pascual (2009-¿?)
- Europa Oriental y Balcanes
  - Leticia Álvarez (2013-¿?)
- Oriente Medio
  - Henrique Cymerman (1992-2014)
  - Pilar Cebrián (2012-¿?)
- Ciudad de México
  - Virginia Casado (2013-2014)
  - Pablo Sánchez Olmos (2017-¿?)
- Nueva York
  - Francisco Medina (1999-2000)
  - Ricardo Ortega Fernández (2000-2003)
  - José Ángel Abad (2004-¿?)
- París
  - Carmela Ríos (1994-2000)
  - Carmen Vergara (2000-2004)
  - Álvaro del Río (2014-¿?)
- Pekín
  - Virginia Casado (2008-2013)
  - Sara Romero (2013-2018)
  - Inma Escribano (2018-2020)
- Tokio
  - Maite García Almazán (2019-¿?)
- Rabat
  - Elena González (2011-2020)
  - Rebeca Hortigüela (2020)
- Londres
  - Jesús Martín Tapias (1996-1999)
  - José Ángel Abad (1999-2003)
  - Juan Carlos Vélez (2013-2018)
  - Eva Millán (2018-¿?)
  - Alberto Muñoz (2020) (colaborador)
- Milán
  - Mila Albert (2020-¿?)
- Moscú
  - Ricardo Marquina (2020-¿?)
- Roma
  - Antonio Pelayo (1990-¿?)
- Washington D. C.
  - Vanessa Jaklitsch (2015-2020)
  - Bricio Segovia (2020-¿?)
- Caracas
  - Amanda Sánchez (2016-¿?)

## Directores de informativos
| Nombre                              | Inicio               | Fin                 |
| ----------------------------------- | -------------------- | ------------------- |
| Jorge del Corral y Díez del Corral  | 5 de octubre de 1989 | 24 de julio de 1996 |
| José Manuel Oneto Revuelta          | 24 de julio de 1996  | 4 de mayo de 1998   |
| Ernesto Sáenz de Buruaga Bustamante | 5 de mayo de 1998    | 30 de abril de 2002 |
| Javier Algarra Bonet                | 1 de mayo de 2002    | 8 de julio de 2003  |
| Gloria Fernández-Lomana García      | 8 de julio de 2003   | 8 de julio de 2016  |
| Santiago González Suárez            | 8 de julio de 2016   | presente            |

## Cabeceras
- Enero de 1990 - septiembre de 1992: El 25 de enero de 1990, el logotipo de las noticias era el mismo que el de la cadena, pero incluía una n en la derecha llamándose Antena 3 Noticias.
- Septiembre de 1992 - septiembre de 1993: El 28 de septiembre de 1992, como se produjo una revolución en la imagen de la cadena, también cambió el plató de los informativos y la cabecera en la que llevará el nuevo logotipo tricolor de la cadena y con la inscripción debajo de Antena 3 Noticias.
- Septiembre de 1993 - septiembre de 1996: El 27 de septiembre de 1993 vuelve a haber cambios en los informativos. Cambia el plató y la sintonía, pasando esta etapa a durar un poco más.
- Septiembre de 1996 - septiembre de 1997: El 9 de septiembre de 1996, aparece una nueva cabecera con la inscripción y con 3 cuadrados de colores de la cadena con 3 bolas del mundo. En enero de 1997 los informativos vuelven a estrenar nuevo decorado y cabeceras pero la música se mantiene.
- Septiembre de 1997 - septiembre de 1998: El 1 de septiembre de 1997, esta vez aparece una nueva imagen pero solo con la inscripción de noticias apareciendo encima de una bola del mundo. Se juegan con degradados de tonos claros y luces. El plató se mantiene que es el de la temporada anterior. Aprovechando un cambio de mosca en Antena 3, se decide retocar para los informativos la que había hasta entonces de tal forma que pierde sus colores para mostrar únicamente el contorno del logotipo de Antena 3, y se le añade debajo un pequeño rectángulo dividido en tres secciones (azul, amarilla y roja) y que interactuase con la inclusión en pantalla de diferentes grafismos. Así, cuando aparece algún grafismo, los colores los pierde el rectángulo, quedándose en blanco y negro, y los recupera el logotipo de Antena 3. Cuando el grafismo desaparece, los colores vuelven al rectángulo y el logotipo de Antena 3 pasa a consistir únicamente en el contorno del mismo.
- Septiembre de 1998 - agosto de 2000: El 14 de septiembre de 1998, se produce una revolución en los informativos, en la cabecera y el plató pasando a tener un toque más profesional. Antena 3 Noticias pasa a tener un logotipo propio que es el mismo que el de la cadena, pero de color azul, y en la parte de en medio contiene una bola del mundo. Este logotipo también aparece como mosca en el año 2001, en la cual se le añade debajo del logotipo la dirección en Internet de la web de Antena 3 Noticias.
- Agosto de 2000 - septiembre de 2004: En agosto de 2000 cambian el decorado y los informativos fueron realizados desde la sala del control central de Antena 3 pero la sintonía y los gráficos se mantienen. La mosca genérica se eliminó en el año 2001 en los informativos desaparece en invierno de 2004 desde entonces, vuelve la misma mosca que aparece en el resto de la programación de Antena 3.
- Septiembre de 2004 - septiembre de 2007: El 6 de septiembre de 2004 el logo de los informativos pasa a ser blanco como también es la mosca, sobre un fondo azul y rojo con un mapa del mundo, y con el mismo plató de la temporada anterior.
- Septiembre de 2007 - septiembre de 2009: El 10 de septiembre de 2007, al logotipo de la cadena se le pone una N minúscula al lado pasando a ser el nuevo símbolo de los informativos. En la cabecera aparece con una bola del mundo girando. El plató es parecido al anterior, pero con algunos retoques.
- Septiembre de 2009 - junio de 2010: El 28 de septiembre de 2009, se produce un nuevo cambio importante en la imagen corporativa. El logotipo es el de la cadena, el naranja con un recuadro negro, pero con la n minúscula al lado también en negro. Los grafismos pasan a ser naranjas, cosa que antes solían ser azules.
- Junio de 2010 - enero de 2011: Se emite la misma cabecera pero adaptada al formato 16:9 y en Alta Definición (HD).
- Enero de 2011 - septiembre de 2012: En cada edición se emite una microcortinilla de avance, junto con una voz en off
- Septiembre de 2014 - septiembre de 2016: El 13 de septiembre de 2014, la cabecera se modifica y predomina el naranja y gris.
- Septiembre de 2016 - mayo de 2017: Se modifican dos veces, una antes de la salida de la directora general Gloria Lomana, y otra cuando empieza la temporada 2016-2017 al frente de Santiago González. En la primera de estas sigue predominando el naranja y el gris pero los rótulos no son voluminosos sino planos. En la segunda predomina el naranja y el gris, el estilo de rótulos es igual pero donde había rojo ahora es naranja, pero con una novedad, una "n" al lado del logotipo y mosca de Antena 3 (septiembre de 2016-mayo de 2017).
- Mayo de 2017 - septiembre de 2018: El 2 de mayo de 2017, el título genérico de Antena 3 Noticias pasa a ser Noticias Antena 3, que además incluye un cambio de adaptación de la nueva tipografía estrenada ese mismo mes como logo e imagen de la cadena. Lo que hará desaparecer la 'n' al lado de la mosca, ya que esta se deja de usar como imagen corporativa de los servicios informativos.
- Septiembre de 2018 - hoy: El 3 de septiembre de 2018, el título genérico vuelve a ser Antena 3 Noticias, y los colores pasan a ser azul, amarillo y blanco. El logo pasa a ser azul. También se estrena un nuevo plató con 40 m² de pantalla, incluyendo realidad aumentada. La mosca está situada en la izquierda de la pantalla, y la genérica de la cadena desaparece durante las noticias (los identificativos de subtitulado siguen apareciendo en la derecha). En los deportes la mosca es verde, con la inscripción Deportes en vez de Noticias, y en Tu Tiempo y El Tiempo, la mosca es celeste.

## Premios y nominaciones

### Antena de Oro
| Año  | Categoría                | Persona                  |
| ---- | ------------------------ | ------------------------ |
| 1990 | Televisión               | Luis Herrero             |
| 1999 | Mejor Informativo Diario | Mejor Informativo Diario |
| 2002 | Extraordinaria           | Ernesto Sáenz de Buruaga |
| 2010 | Televisión               | Lourdes Maldonado        |
| 2017 | Televisión               | Mónica Carrillo          |

### Antena de Plata
| Año  | Categoría  | Persona      |
| ---- | ---------- | ------------ |
| 2011 | Televisión | Sandra Golpe |

### Premios Iris
| Año  | Categoría                                    | Persona                    | Resultado |
| ---- | -------------------------------------------- | -------------------------- | --------- |
| 1999 | Mejor comunicador de programas informativos  | Matías Prats               | Ganador   |
| 2001 | Mejor comunicador de programas informativos  | Matías Prats               | Ganador   |
| 2002 | Mejor comunicadora de programas informativos | Olga Viza                  | Ganadora  |
| 2002 | Mejor comunicador de programas informativos  | Matías Prats               | Nominado  |
| 2003 | Mejor comunicador de programas informativos  | Matías Prats               | Nominado  |
| 2004 | Mejor comunicador de programas informativos  | Matías Prats               | Ganador   |
| 2005 | Mejor comunicador de programas informativos  | Matías Prats               | Ganador   |
| 2006 | Mejor comunicador de programas informativos  | Matías Prats               | Ganador   |
| 2007 | Mejor comunicador de programas informativos  | Matías Prats               | Ganador   |
| 2008 | Mejor comunicador de programas informativos  | Matías Prats               | Nominado  |
| 2009 | Mejor comunicador de programas informativos  | Matías Prats               | Ganador   |
| 2011 | Mejor programa informativo                   | Mejor programa informativo | Nominado  |
| 2011 | Mejor presentadora de programas informativos | Lourdes Maldonado          | Nominada  |
| 2012 | Mejor programa informativo                   | Mejor programa informativo | Nominado  |
| 2012 | Mejor presentador de programas informativos  | Matías Prats               | Nominado  |
| 2013 | Mejor presentador de programas informativos  | Matías Prats               | Ganador   |
| 2014 | Mejor programa informativo                   | Mejor programa informativo | Nominado  |
| 2014 | Mejor presentador de programas informativos  | Matías Prats               | Ganador   |
| 2014 | Mejor presentador de programas informativos  | Vicente Vallés             | Nominado  |
| 2015 | Mejor programa informativo                   | Mejor programa informativo | Nominado  |
| 2017 | Mejor programa informativo                   | Mejor programa informativo | Nominado  |
| 2017 | Mejor presentador de programas informativos  | Matías Prats               | Ganador   |
| 2018 | Mejor programa informativo                   | Mejor programa informativo | Ganador   |
| 2018 | Mejor presentador de programas informativos  | Vicente Vallés             | Ganador   |
| 2018 | Mejor presentadora de programas informativos | Sandra Golpe               | Nominada  |
| 2019 | Mejor presentadora de programas informativos | Sandra Golpe               | Nominada  |
| 2020 | Mejor programa informativo                   | Mejor programa informativo | Ganador   |
| 2020 | Mejor presentador de programas informativos  | Vicente Vallés             | Ganador   |
| 2021 | Mejor programa informativo                   | Mejor programa informativo | Ganador   |
| 2021 | Mejor presentador de programas informativos  | Vicente Vallés             | Ganador   |
| 2024 | Mejor Informativo                            |                            | Ganador   |

### TP de Oro
| Año  | Categoría                          | Persona                  | Resultado |
| ---- | ---------------------------------- | ------------------------ | --------- |
| 1993 | Mejor presentadora                 | Olga Viza                | Nominada  |
| 1995 | Mejor presentadora                 | Olga Viza                | Nominada  |
| 1995 | Mejor informativo diario           | Mejor informativo diario | Nominado  |
| 2000 | Mejor informativo diario           | Mejor informativo diario | Nominado  |
| 2001 | Mejor informativo diario           | Mejor informativo diario | Ganador   |
| 2002 | Mejor informativo diario           | Mejor informativo diario | Nominado  |
| 2003 | Mejor presentador de informativos  | Matías Prats             | Ganador   |
| 2003 | Mejor presentadora de informativos | Susanna Griso            | Nominada  |
| 2003 | Mejor informativo diario           | Mejor informativo diario | Nominado  |
| 2004 | Mejor informativo diario           | Mejor informativo diario | Ganador   |
| 2004 | Mejor presentador de informativos  | Matías Prats             | Ganador   |
| 2005 | Mejor informativo diario           | Mejor informativo diario | Ganador   |
| 2005 | Mejor presentador de informativos  | Matías Prats             | Ganador   |
| 2006 | Mejor informativo diario           | Mejor informativo diario | Ganador   |
| 2006 | Mejor presentador de informativos  | Matías Prats             | Ganador   |
| 2007 | Mejor informativo diario           | Mejor informativo diario | Ganador   |
| 2007 | Mejor presentador de informativos  | Matías Prats             | Ganador   |
| 2008 | Mejor informativo diario           | Mejor informativo diario | Ganador   |
| 2008 | Mejor presentador de informativos  | Matías Prats             | Ganador   |
| 2008 | Mejor presentadora de informativos | Lourdes Maldonado        | Nominada  |
| 2009 | Mejor informativo diario           | Mejor informativo diario | Ganador   |
| 2009 | Mejor presentador de informativos  | Matías Prats             | Ganador   |
| 2010 | Mejor informativo diario           | Mejor informativo diario | Ganador   |
| 2010 | Mejor presentador de informativos  | Matías Prats             | Ganador   |

### Premios Ondas
- Vicente Vallés (2016)